# 荖藤里
荖藤里，舊稱「荖藤宅」，位於臺灣嘉義市東區西北端，是嘉義市位置最北的里。北毗嘉義縣民雄鄉，西鄰西區北新里，東臨後湖，南接中、西區香湖里。全境人口計有5千多人，是東區的人口第一大里。
日治時代後期，該地主要劃分為臺南州嘉義街（1930年後為嘉義市）的「後湖」大字，另有一小部分屬於北社尾與埤子頭。原名「後湖荖藤里」，戰後調整行政區域稱為「荖藤里」。文化路、縱貫鐵路、忠孝路等貫穿南北及牛稠溪橫貫東西，可將全境分別為後厝仔、荖藤宅及忠孝北街等三大區域，忠孝北街一帶地區也是嘉義市唯一位居牛稠溪以北的區域。

## 里內地名
- 荖藤宅：為里內中心部，與西邊的後厝仔隔著牛稠溪支流（北排水幹線），東有縱貫鐵路經過，因昔日種著荖藤而得名（指「種植荖藤的旱園」）。為一至少在乾隆初年便成庄的小型集村，以郭為主要姓氏[1]。荖藤宅朝陽宮即在此地。
- 後厝仔：在荖藤宅西邊，因為在荖藤宅後面而得名（指「位在後面的屋舍」）。此地有一朝陽宮，是1983年自荖藤宅朝陽宮分火而成的角頭廟[1]。
- 忠孝北街：位里內牛稠溪北邊，與嘉義縣的民雄鄉轄區民雄工業區為鄰，民雄工業區排水滙入牛稠溪，區域內有大寶鎮及睛空樹二座現代化大樓，其他部份均為連棟式混凝土建造集合式住宅，是里內都市化發展程度比較高的區域。

## 里內設施
- 學校
  - 私立宏仁女子高級中學：創校於1966年，為天主教嘉義教區前主教牛會卿創建[1]。
- 寺廟
  - 朝陽宮：有二，皆主祀池府千歲。位在荖藤宅的朝陽宮創建於清乾隆十三年（1748年），傳說是有唐山商人攜帶王爺神像歇息此地，並告知庄民將有瘟疫，但若向王爺祈拜便可痊癒，後果如此，遂建廟供奉。日治時期因1906年梅山地震而震毀，由郭丙發起募款，在明治四十五年（1912年）重建，火燒之後一度廢廟，於1947年恢復，後來在1966年遷到今址，於民國89年（1999年），半夜火燒，燒的金光，在民國90年（2000年）從新開基王爺，入置開基舊王爺遺留的灰，降駕建廟，民國96年（2007年）完成建廟至今。至於另一座朝陽宮則是1983年自荖藤宅朝陽宮分香，為後厝仔角頭廟。[1]
  - 奉天宮：主祀媽祖，位於文化路上，興建於1984年，乃從東石鄉港口宮分香而來。[1]
  - 代天府：主祀五府千歲，建於1986年，為許厝庄仔的角頭廟。不過廟中神像為許氏祖先自中國大陸帶來，建廟之前由居民選爐主來輪流在家中奉祀[1]。
- 其他
  1. 張廖簡姓大宗祠：為嘉義市張廖簡姓宗親會的宗祠，於1970年建成，而宗親會則是在1958年由張進通所籌建[1]。
  2. 許姓宗祠：位在許厝庄仔，建於1952年[1]。

## 里內組織
- 社團：嘉義市東區荖藤社區發展會，成立於民國85年12月26日，非以營利為目的之社會團體，以促進社區發展，增進居民福利，建設安和融洽、團結互助之現代社會為宗旨。莫拉克八八風災造成荖藤宅淹水，促使居民對於水患自主防災意識的重要性，自民國101年起接受經濟部水利署輔導成立水患自主防災社區，並在101、102、103年度榮獲水利署評鑑特優，104、105年度優等佳績。
- 公寓大廈管理委員會：里內目前已有設立大寶鎮大樓管理員會[民國85年11月]、睛空樹大樓管理員會[民國105年12月]、橄欖墅管理委員會[民國104年1月]。
- 寺廟管理委員會：荖藤宅朝陽宮管理委員會。